# MKS Będzin

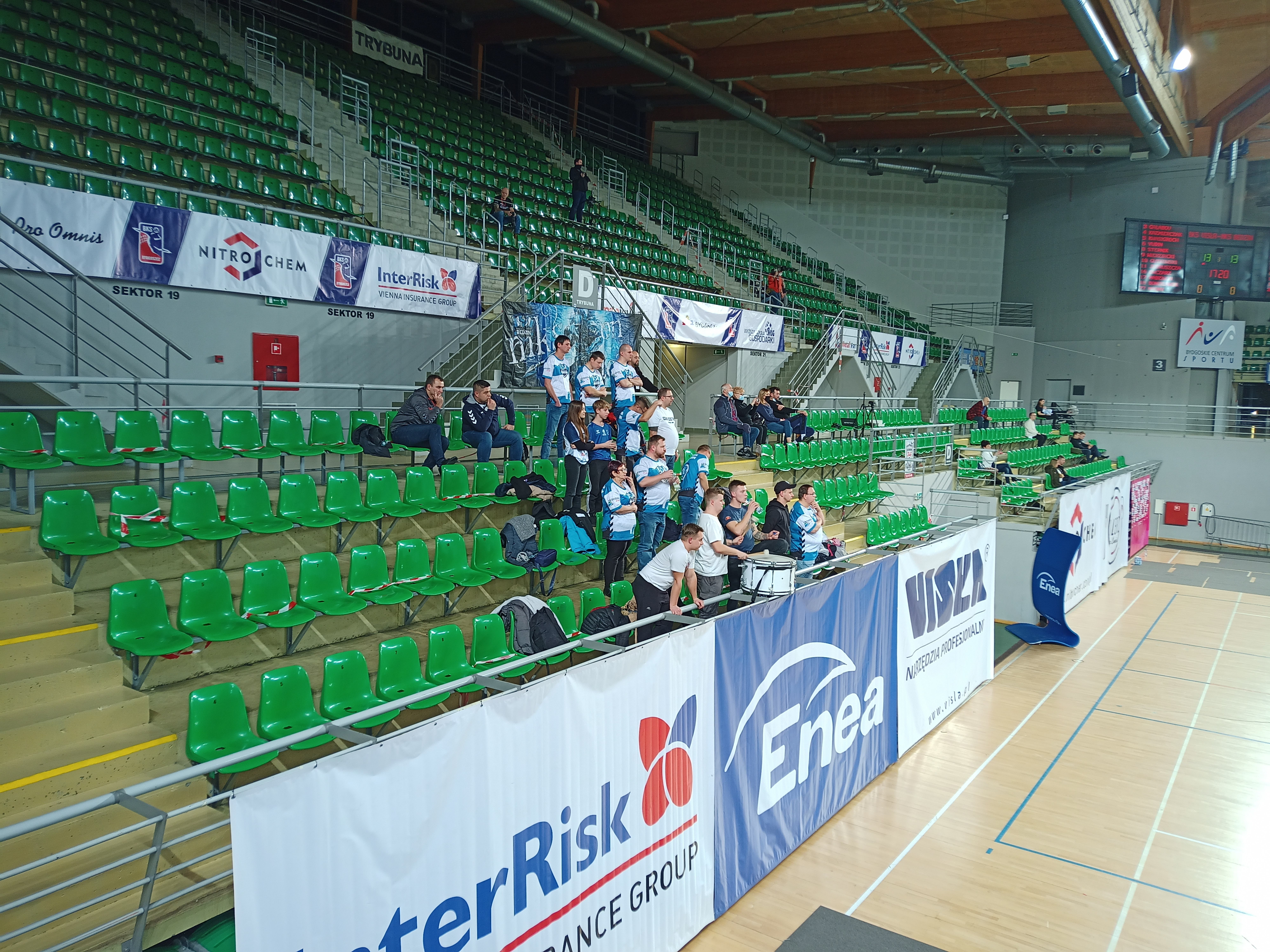
Klub kibica MKS-u Będzin

MKS Będzin SA – polski męski klub siatkarski z Będzina. Do 2013 trzon zespołu stanowili wychowankowie klubu, którzy są wielokrotnymi mistrzami Polski w rozgrywkach młodzieżowych i juniorskich. Od sezonu 2014/2015 do sezonu 2020/2021 klub występował w PlusLidze. Klub ponownie wystąpi w rozgrywkach siatkarskiej ekstraklasy w sezonie 2024/2025.
Od 11 lipca 2014 roku klub działa jako spółka akcyjna.

## Historia
W 1945 r. z inicjatywy pracowników i dyrekcji KWK Grodziec powstaje pierwszy klub siatkarski na terenie miasta Będzina „Robotniczy Klub Sportowy Grodziec”. Kopalnia Grodziec i jej załoga sponsorowała i utrzymywała klub stanowiąc jedną zgodną rodzinę. Zawodnicy, trenerzy, działacze byli pracownikami kopalni, w której sekcja siatkarska (istniały jeszcze w klubie sekcja: piłki nożnej i motorowej) była oczkiem w głowie tego zakładu oraz jej chlubą.
W 1975 r. drużyna siatkarzy po zajęciu I miejsca uzyskała tytuł mistrza woj. katowickiego  i nabyła prawo walki o wejście do II ligi. Po wygranym turnieju zespół uzyskał wytyczony cel i zadomowił się w II lidze na 24 lata (odpowiednik dzisiejszej I ligi PZPS) za co otrzymał srebrną odznakę od PZPS. W tym okresie RKS wywalczył 2 – krotny awans do najwyższej klasy rozgrywek PZPS-u, lecz nie przystąpił do tej klasy rozgrywek z powodu braku odpowiedniej hali sportowej (za niska hala) oraz pieniężnych.
Działania klubu nastawione były na osiągnięcia sportowe i wychowawcze młodzieży co przyniosło zdobycie złotego medalu drużyny juniorów w 1985 r. prowadzonej przez byłego zawodnika RKS-u Marka Kisiela (wieloletni prezes Śląskiego Związku Piłki Siatkowej w Katowicach) na Ogólnopolskiej Spartakiadzie Młodzieżowej we Wrocławiu (obecnie Ogólnopolska Olimpiada Młodzieży) oraz IV miejsca w tym samym roku na mistrzostwach Polski juniorów w Warszawie.
Sekcja siatkarska RKS „Grodziec” została zlikwidowana w sezonie 1999/2000 r. z braku pieniędzy, gdy jego wieloletniego opiekuna i sponsora Kopalnie Grodziec (w jej 100 urodziny) postawiono w stan likwidacji. W ostatnim roku działalności klubu młodzicy prowadzeni przez byłego zawodnika RKS-u Franciszka Mroza wywalczyli Mistrzostwo Polski Młodzików w Będzinie, po czym nastąpiło przekazanie zawodników młodzieżowych i juniorów RKS Grodziec do Międzyszkolnego Ośrodka Sportowego w Będzinie.
Pod wodzą Franciszka Mroza młodzi siatkarze kontynuują medalową pasę w nowym klubie MOS Będzin sięgając po: III miejsce na Mistrzostwach Polski Juniorów Nysie 2001 r., III miejsce na Mistrzostwach Polski Młodzików 2001 r., II miejsce na Mistrzostwach Polski Juniorów Busko-Zdrój 2003 r., I miejsce na Mistrzostwach Polski Juniorów Bełchatów 2005 r. oraz Mistrzostwo Polski Juniorów w piłce plażowej we Wrześni.
W 2001 r. młodzi zawodnicy MOS-u zostają zgłoszeni do Ligi Wojewódzkiej (IV liga) aby już w 2004 r. wywalczyć awans do II ligi mężczyzn.
W 2005 r. powstaje stowarzyszenie MKS MOS Będzin na bazie zawodników MOSu Będzin i dopiero po czterech latach gry w II lidze udaje się awansować do I ligi w sezonie 2007/2008. W niej jednak długo nie pobyli i po porażce w play-out z Energetykiem Jaworzno spadli, by rok później ponownie do niej awansować, wygrywając Turniej Mistrzów Grup II ligi w Będzinie. Bardzo dobrze pokazali się również w Pucharze Polski, gdzie dotarli aż do ćwierćfinału, pokonując po drodze plusligowy AZS Częstochowa. Awans do II ligi zapewnił sobie także drugi skład MKS MOS Będzin, ale klub odsprzedał miejsce AKS Resovii Rzeszów.
Największy sukces klub osiągnął w sezonie 2011/2012 zdobywając brązowy medal I ligi mężczyzn oraz dotarł do ćwierćfinału w Pucharze Polski, pokonując tym razem Fart Kielce, a uległ mistrzom Polski Skrze Bełchatów.
W 2012 r. nastąpiła zmiana nazwy klubu i sponsora strategicznego na MKS Banimex Będzin z MKS MOS Interpromex Będzin, która nie przyniosła zamierzonych efektów (6. miejsce w lidze) i zarząd postanowił wymienić całą kadrę. W sezonie 2013/2014 nowy zespół świetnie radził sobie w rundzie zasadniczej zajmując 1. miejsce, lecz po play-offach zajął zaledwie 4. Mimo to, 26 maja 2014 r. komisja PLPS pozytywnie oceniła akces klubu do Plusligi, z tymże spotkania będą rozgrywane w Hali widowiskowo-sportowej w Sosnowcu przy ul. Żeromskiego, a nie jak dotychczas w Łagiszy.

### Nazwy klubu[2]
- 2004-2012 MKS MOS Interpromex Będzin
- 2012-2015 MKS Banimex Będzin
- 2015-2024 MKS Będzin
- 2024- Nowak-Mosty MKS Będzin[3]

## Kadra w sezonie 2024/2025

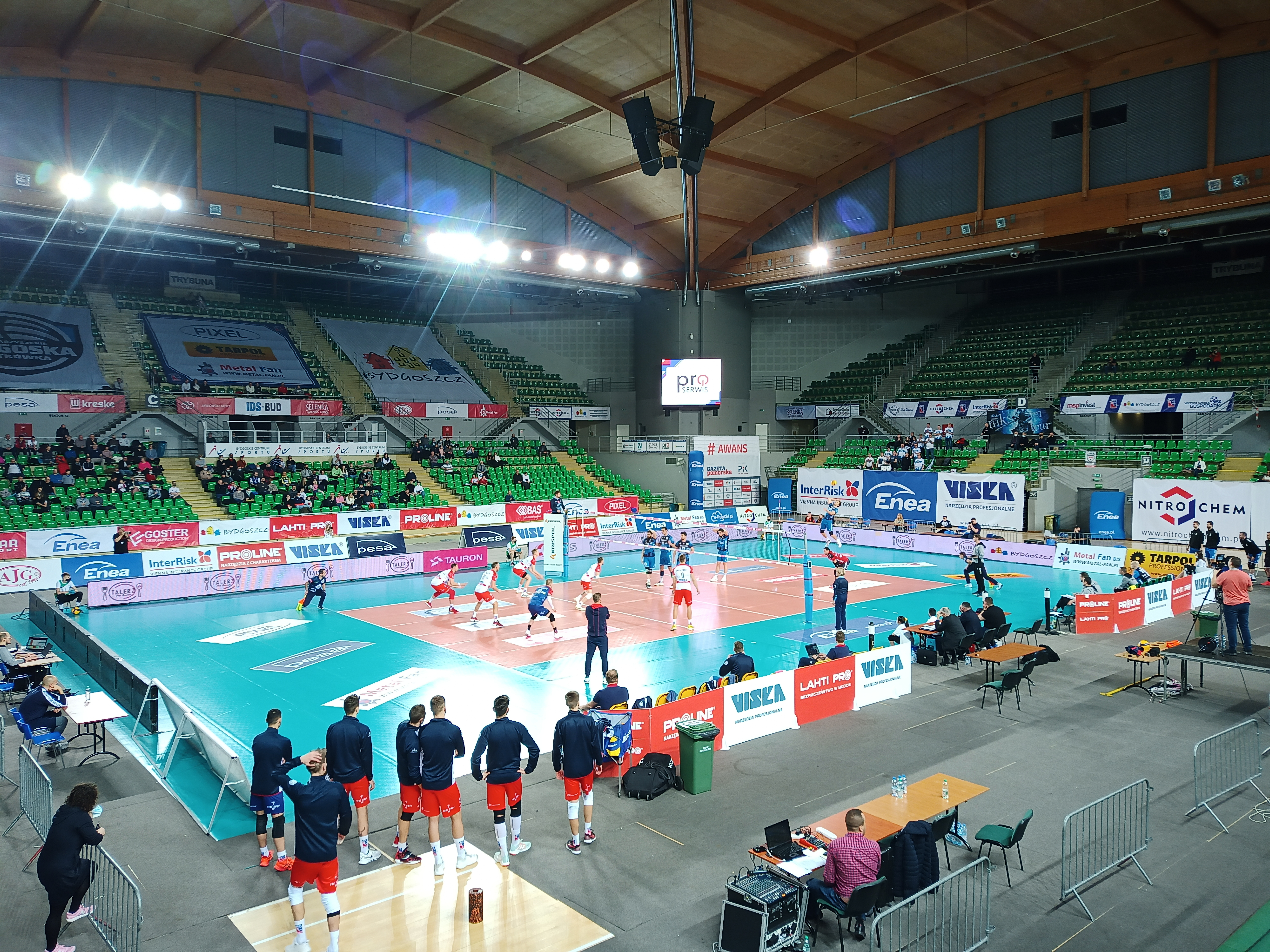
Mecz ligowy 17. kolejki I ligi 2021/2022 BKS Visła Bydgoszcz - MKS Będzin, 08.01.2022

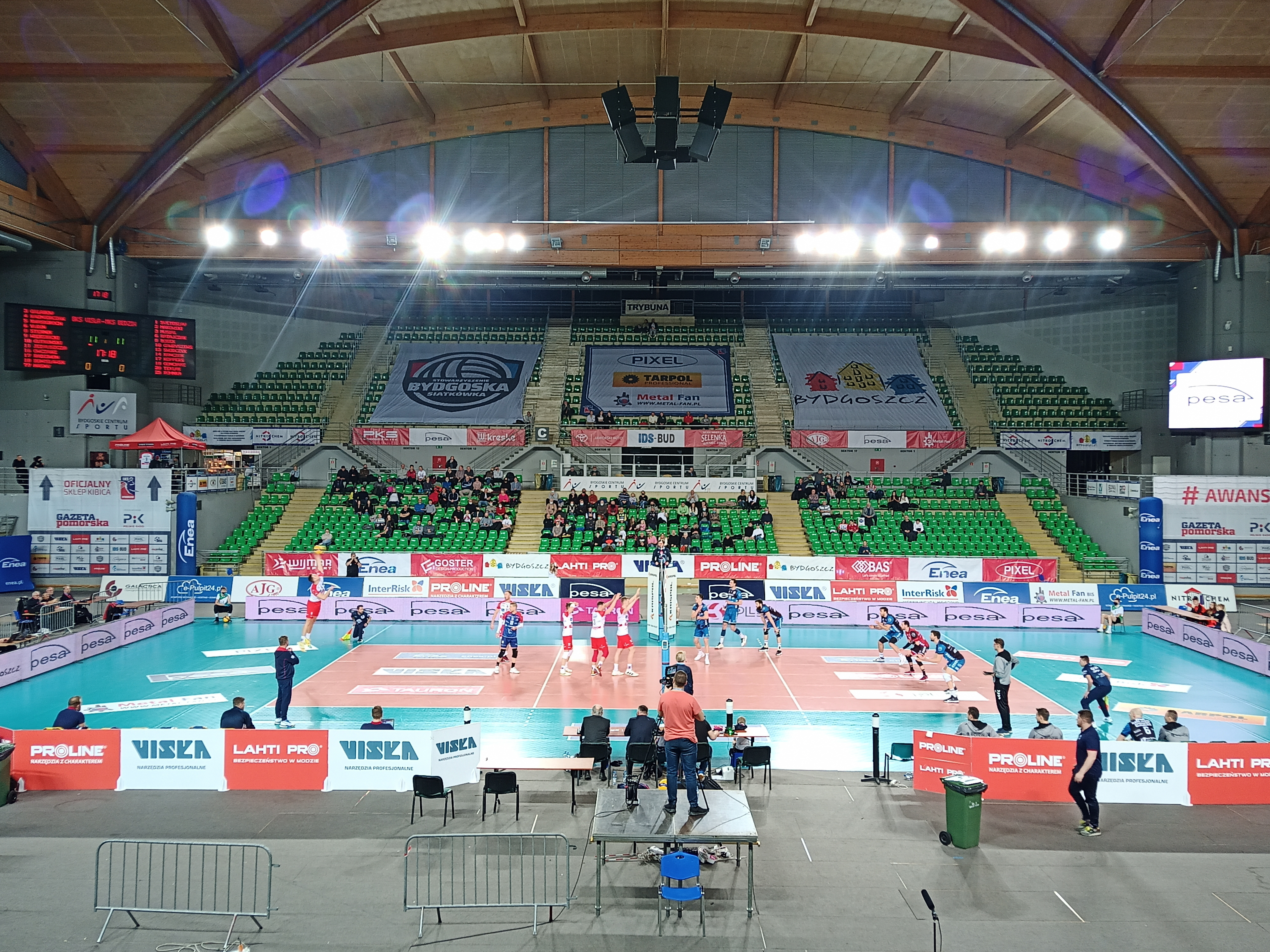
Mecz ligowy 17. kolejki I ligi 2021/2022 BKS Visła Bydgoszcz - MKS Będzin, 08.01.2022

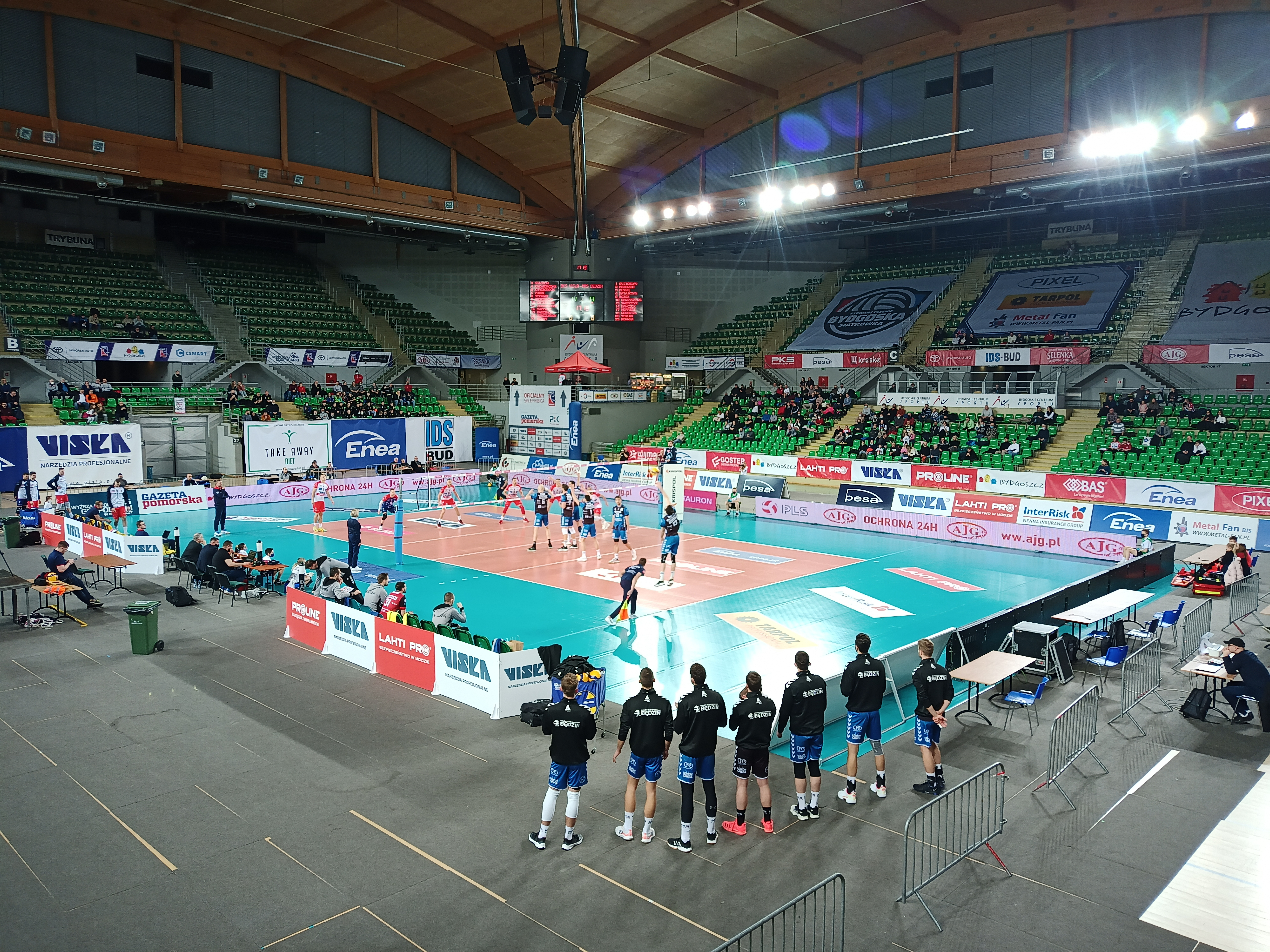
Mecz ligowy 17. kolejki I ligi 2021/2022 BKS Visła Bydgoszcz - MKS Będzin, 08.01.2022

## Bilans sezon po sezonie
| Sezon     | Liga              | Miejsce | Punkty | Mecze (Z-P) | Mecze (Z-P) | Uwagi                                                 |
| --------- | ----------------- | ------- | ------ | ----------- | ----------- | ----------------------------------------------------- |
| 2001/2002 | III liga (śląska) | 3.      | 37     | 22          | (15-7)      |                                                       |
| 2002/2003 | III liga (śląska) | 5.      | 41     | 24          | (17-7)      |                                                       |
| 2003/2004 | III liga (śląska) | 1.      | 42     | 37          | (33-4)      | zwycięstwo w barażu 3-0 z Rafako Racibórz             |
| 2004/2005 | II liga (grupa 4) | 2.      | 22     | 20          | (11-9)      | porażka w finale play-off 0-3 z Energetykiem Jaworzno |
| 2005/2006 | II liga (grupa 4) | 2.      | 34     | 21          | (15-6)      | porażka w finale play-off 1-3 z Błękitni Ropczyce     |
| 2006/2007 | II liga (grupa 4) | 1.      | 48     | 29          | (25-4)      | porażka w barażu 2-3 z Orłem Międzyrzecz              |
| 2007/2008 | II liga (grupa 4) | 1.      | 40     | 29          | (23-6)      | zwycięstwo w barażu 3-2 z Sudetami Kamienna Góra      |
| 2008/2009 | I liga            | 10.     | 29     | 22          | (10-12)     | porażka w play-out 0-2 z Energetykiem Jaworzno        |
| 2009/2010 | II liga (grupa 4) | 1.      | 47     | 28          | (24-4)      | 1. w Turnieju Mistrzów Grup w Będzinie                |
| 2010/2011 | I liga            | 9.      | 31     | 23          | (12-11)     |                                                       |
| 2011/2012 | I liga            | 3.      | 34     | 32          | (18-14)     |                                                       |
| 2012/2013 | I liga            | 6.      | 37     | 27          | (14-15)     |                                                       |
| 2013/2014 | I liga            | 4.      | 53     | 33          | (23-10)     | pozytywny akces po spełnieniu warunków                |
| 2014/2015 | PlusLiga          | 11.     | 16     | 34          | (9-25)      |                                                       |
| 2015/2016 | PlusLiga          | 14.     | 17     | 28          | (5-23)      |                                                       |
| 2016/2017 | PlusLiga          | 11.     | 37     | 32          | (13-19)     |                                                       |
| 2017/2018 | PlusLiga          | 13.     | 29     | 32          | (12-20)     |                                                       |
| 2018/2019 | PlusLiga          | 13.     | 9      | 24          | (2-22)      |                                                       |
| 2019/2020 | PlusLiga          | 11.     | 26     | 24          | (9-15)      |                                                       |
| 2020/2021 | PlusLiga          | 14.     | 7      | 26          | (2-24)      | spadek do I ligi                                      |
| 2021/2022 | I liga            | 2.      | 67     | 38          | (27-11)     |                                                       |
| 2022/2023 | I liga            | 2.      | 75     | 38          | (30-8)      |                                                       |
| 2023/2024 | I liga            | 1.      | 80     | 37          | (34-3)      | awans do PlusLigi                                     |
| 2024/2025 | PlusLiga          | 16.     | 13     | 30          | (3-27)      | spadek do I ligi                                      |
| 2025/2026 | I liga            |         |        |             |             |                                                       |

Poziom rozgrywek:
     najwyższy ogólnokrajowy
     drugi
     trzeci
     czwarty

## Kadra w sezonie 2024/2025[4]

### Sztab szkoleniowy
- Trener: Radosław Kolanek (od 06.12.2024)[5]
- Asystent trenera: Mateusz Musiał
- Statystyk: Mateusz Pietrzak
- Fizjoterapeuta: Bartosz Celadyn
- Trener przygotowania fizycznego: Bartłomiej Szczygieł
- Kierownik drużyny: Dariusz Syguła
- Prezes Zarządu: Kamil Kowal

| Nr | Imię i nazwisko                  | Data ur.   | Wzrost | Pozycja      |
| -- | -------------------------------- | ---------- | ------ | ------------ |
| 1  | Adrian Kopij (do 18.12.2024)     | 16.01.1996 | 191    | przyjmujący  |
| 2  | Patryk Szwaradzki                | 27.06.1995 | 194    | atakujący    |
| 4  | Filip Popiwczak                  | 10.10.2005 | 175    | libero       |
| 6  | Artur Ratajczak                  | 18.09.1990 | 206    | środkowy     |
| 7  | Mateusz Siwicki                  | 23.07.1996 | 200    | środkowy     |
| 10 | Luka Tadić                       | 10.10.2000 | 206    | przyjmujący  |
| 12 | Grzegorz Pająk (kapitan)         | 01.01.1987 | 196    | rozgrywający |
| 13 | Dominik Depowski                 | 27.10.1995 | 203    | przyjmujący  |
| 14 | Maciej Olenderek                 | 16.10.1992 | 178    | libero       |
| 17 | Brandon Koppers                  | 09.09.1995 | 202    | przyjmujący  |
| 18 | Damian Schulz                    | 26.02.1990 | 208    | atakujący    |
| 20 | Bartłomiej Wójcik                | 24.07.1998 | 210    | środkowy     |
| 21 | Mateusz Szpernalowski            | 11.02.2005 | 190    | rozgrywający |
| 33 | Wałerij Todua                    | 30.07.1992 | 208    | środkowy     |
| 39 | Kamil Maruszczyk (od 11.12.2024) | 13.01.1993 | 191    | przyjmujący  |

## Trenerzy
| Imię i nazwisko      | Okres pełnienia funkcji | Okres pełnienia funkcji |
| -------------------- | ----------------------- | ----------------------- |
| Franciszek Mróz      | 1999                    | 2005                    |
| Wojciech Jaroszewski | 2005                    | 2007                    |
| Albert Semeniuk      | 2007                    | 2009                    |
| Rafał Legień         | 2009                    | 2013                    |
| Damian Dacewicz      | 2013                    | 2014                    |
| Roberto Santilli     | 31.12.2014              | 31.05.2015              |
| Tomasz Wasilkowski   | 01.06.2015              | 31.12.2015              |
| Stelio DeRocco       | 01.01.2016              | 20.02.2018              |
| Gido Vermeulen       | 21.02.2018              | 04.02.2019              |
| Emil Siewiorek       | 04.02.2019              | 09.04.2019              |
| Jakub Bednaruk       | 09.04.2019              | 03.2021                 |
| Wojciech Serafin     | 03.2021                 | 2024                    |
| Dawid Murek          | 29.06.2024              | 06.12.2024              |
| Radosław Kolanek     | 06.12.2024              |                         |

## Obcokrajowcy w drużynie
| Sezon     | W klubie                   | Imię i nazwisko    | Pozycja      |
| --------- | -------------------------- | ------------------ | ------------ |
| 2015/2016 |                            | Tijmen Laane       | przyjmujący  |
| 2015/2016 | Harrison Peacock           | rozgrywający       |              |
| 2015/2016 | Wiaczesław Baczkała        | środkowy           |              |
| 2015/2016 | od 17.02.2016              | Tyler Sanders      | rozgrywający |
| 2016/2017 |                            | Nathan Roberts     | przyjmujący  |
| 2016/2017 | Kyle Russell               | przyjmujący        |              |
| 2016/2017 | Jonah Seif                 | rozgrywający       |              |
| 2016/2017 | Rafael Rodrigues de Araújo | atakujący          |              |
| 2016/2017 | od 31.12.2016              | Złatan Jordanow    | przyjmujący  |
| 2017/2018 | od 10.11.2017              | Jan Klobučar       | przyjmujący  |
| 2017/2018 | do 29.11.2017              | Matej Kök          | przyjmujący  |
| 2017/2018 |                            | Jonah Seif         | rozgrywający |
| 2017/2018 | Rafael Rodrigues de Araújo | atakujący          |              |
| 2017/2018 | Złatan Jordanow            | przyjmujący        |              |
| 2018/2019 | Jake Langlois              | przyjmujący        |              |
| 2018/2019 | od 07.12.2018              | Lukáš Ticháček     | rozgrywający |
| 2018/2019 | do 13.02.2019              | Lincoln Williams   | atakujący    |
| 2019/2020 | do 23.11.2019              | Tyler Sanders      | rozgrywający |
| 2019/2020 | do 10.12.2019              | Purija Fajjazi     | przyjmujący  |
| 2019/2020 |                            | David Sossenheimer | przyjmujący  |
| 2020/2021 | Thiago Veloso              | rozgrywający       |              |
| 2020/2021 | José Ademar Santana        | przyjmujący        |              |
| 2021/2022 | Brandon Koppers            | przyjmujący        |              |
| 2021/2022 | Swetosław Stankow          | rozgrywający       |              |
| 2022/2023 | Brandon Koppers            | przyjmujący        |              |
| 2022/2023 | Renee Teppan               | atakujący          |              |
| 2023/2024 | Brandon Koppers            | przyjmujący        |              |
| 2024/2025 | Brandon Koppers            | przyjmujący        |              |
| 2024/2025 | Luka Tadić                 | przyjmujący        |              |
| 2024/2025 | Wałerij Todua              | środkowy           |              |